# Palacio dei Leoni
El Palacio de los Leoni es un edificio histórico de la ciudad de Mesina, sede de la provincia y entonces ciudad metropolitana de Mesina.

## Historia
Fue construido entre 1915 y 1918 en el sitio de la Casa Professa dei Gesuiti, un edificio del siglo XVI que fue sede del consejo provincial y destruido por el terremoto de 1908. El edificio, diseñado por Alessandro Giunta, fue inaugurado el 21 de julio de 1918. Las sesiones del consejo provincial se celebraron hasta 1918 en una cabaña en la llanura del Mosela, mientras que la primera sesión en el interior del palacio se celebró el 30 de noviembre de 1918.